# Feira Franca de Pontevedra

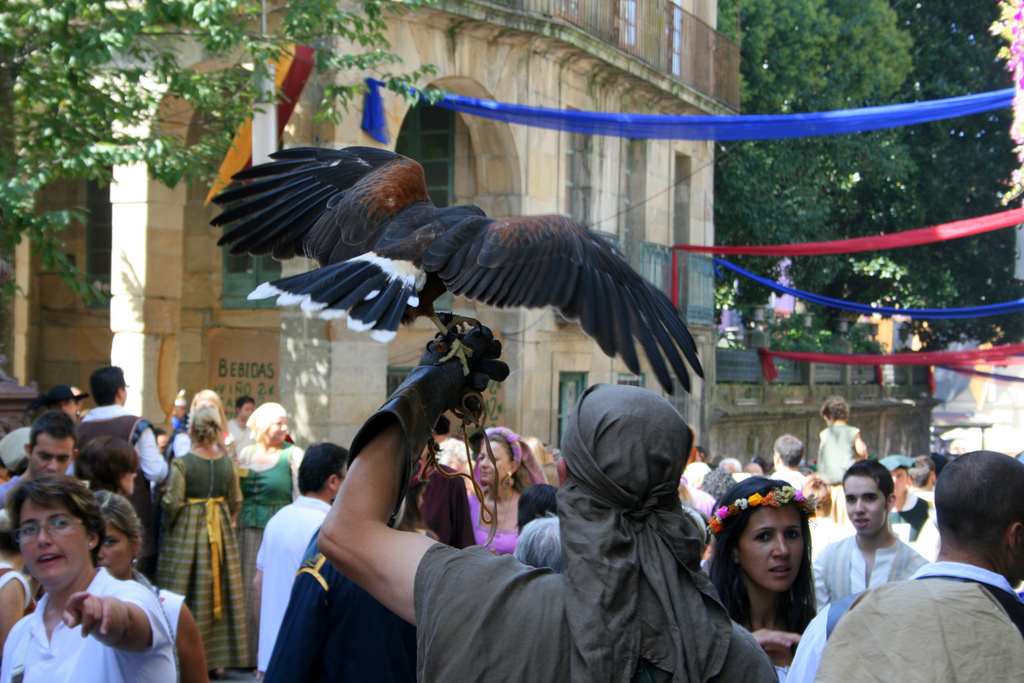
Feira Franca de Pontevedra.

A Feira Franca é uma festa medieval celebrada em Pontevedra (Espanha) na tarde de sexta-feira e sábado do primeiro fim de semana de setembro. Tem lugar na Idade Média e inclui para a recriação histórica um mercado medieval, um torneio de cavalaria, espectáculo de falcoaria, barracas de comida, entretenimento de rua, malabarismo, música, workshops, artesanato em couro, madeira, têxteis e produtos naturais e muito mais.
Em 2013 foi declarado um festival de interesse turístico pela Junta da Galiza. Hoje, reúne cerca de 100 mil pessoas vestidas com trajes de época para participar nas festividades.

## Localização
A Feira Franca de Pontevedra realiza-se no centro histórico da cidade, na Alameda de Pontevedra, na Gran Vía de Montero Ríos, no Parque das Palmeiras e na Avenida Rainha Vitória, na Praça de Touros de Pontevedra e nos arredores da ponte do Burgo e do rio Lérez.

## História
A Feira Franca tem as suas origens no mercado livre de impostos, que começou a ter lugar na cidade por um privilégio real estabelecido pelo rei Henrique IV de Castela em 1467, com a celebração de uma festa de um mês por volta do dia 24 de Agosto em homenagem a São Bartolomeu. Nas feiras medievais, as classes sociais mais altas e mais baixas reuniam-se em torno de um mercado.
A primeira edição teve lugar em 2000 e desde então, tem atraído um grande número de visitantes. As pessoas vestem trajes de inspiração medieval e o centro histórico da cidade sofre uma grande transformação estética. Tanto os locais como os visitantes são encorajados a participar nas festividades com carroças e cavalos nas ruas, prisioneiros condenados à forca ou com ferreiros e outras personagens medievais.
Há já vários anos que cada feira é dedicada a um tema. Em 2006 foi dedicada aos Irmandinhos, em 2007 ao mar e em 2008 à agricultura. Na décima edição em 2009 a Feira recebeu o nome de Amor, gozo e maldição, em homenagem às canções medievais feitas em língua galega. Em 2010 o tema foi os caminhantes, em 2011 o comércio de antigamente e em 2012 os jogos populares. Em 2013, foi dedicado às invenções, em 2014 à astronomia, em 2015 à alquimia, em 2016 à música, em 2017 aos bestiários e em 2018 às lendas. Em 2019, a Feira Franca centrou-se no rio Lérez. Em 2022 o tema central foi também o rio Lérez e em 2023 foi dedicada aos números.

## Descrição

### Personagens
Os habitantes de Pontevedra e os visitantes juntam-se durante o festival para recriar as personagens representativas da sociedade de Pontevedra em 1467 e a atmosfera desse período medieval. Estão representadas as diferentes classes sociais, como damas e cavaleiros, clérigos bispos e camponeses, bem como os diferentes ofícios típicos através de artesãos, trovadores, músicos, artistas, mercadores, tecelões de redes de pesca, tecelões de linho, oleiros, tanoeiros, cesteiros, ferreiros, carpinteiros e rendeiros.

### Actividades
As diversas actividades históricas e recreativas recriam e evocam o ambiente medieval da cidade na segunda metade do século XV, quando era a cidade mais importante da Galiza.
A festa abre com a proclamação, na sexta-feira à tarde, dos pregoeiros a cavalo pelo centro histórico da cidade. Seguem-se desfiles de bobos, malabaristas e trovadores. Uma das actividades principais é a reconstituição do transporte do vinho, que evoca a chegada do vinho à cidade, proveniente da comarca do Ribeiro, na província de Ourense, e que era exportado para Espanha e para o estrangeiro a partir do porto medieval da cidade.
Outras actividades incluem torneios medievais e justas na praça de touros, demonstrações de falcoaria, tiro com arco e esgrima, espectáculos de música e dança tradicionais, demonstrações de artesanato da época, jogos e espectáculos, degustação de comida medieval em bancas de rua, refeições para grupos de comensais na rua, em torno de grandes mesas colocadas para o efeito em diferentes pontos da zona antiga da cidade e na Alameda de Pontevedra e a exibição de embarcações tradicionais entre a Ponte do Burgo e a Ponte das Correntes.

### Ambientação
As ruas e as praças são ambientadas e decoradas com estandartes, galhardetes e brasões pendurados nas fachadas e faixas de tecido que cobrem as ruas, fardos de palha e outros adereços e um castelo medieval. Algumas das portas da antiga muralha medieval da cidade são também reconstruídas em papier-mâché, como a porta de Alhóndiga ou de São Domingos, a porta de Santa Clara ou de Rocheforte e a porta de Trabancas.

## Galeria de imagens

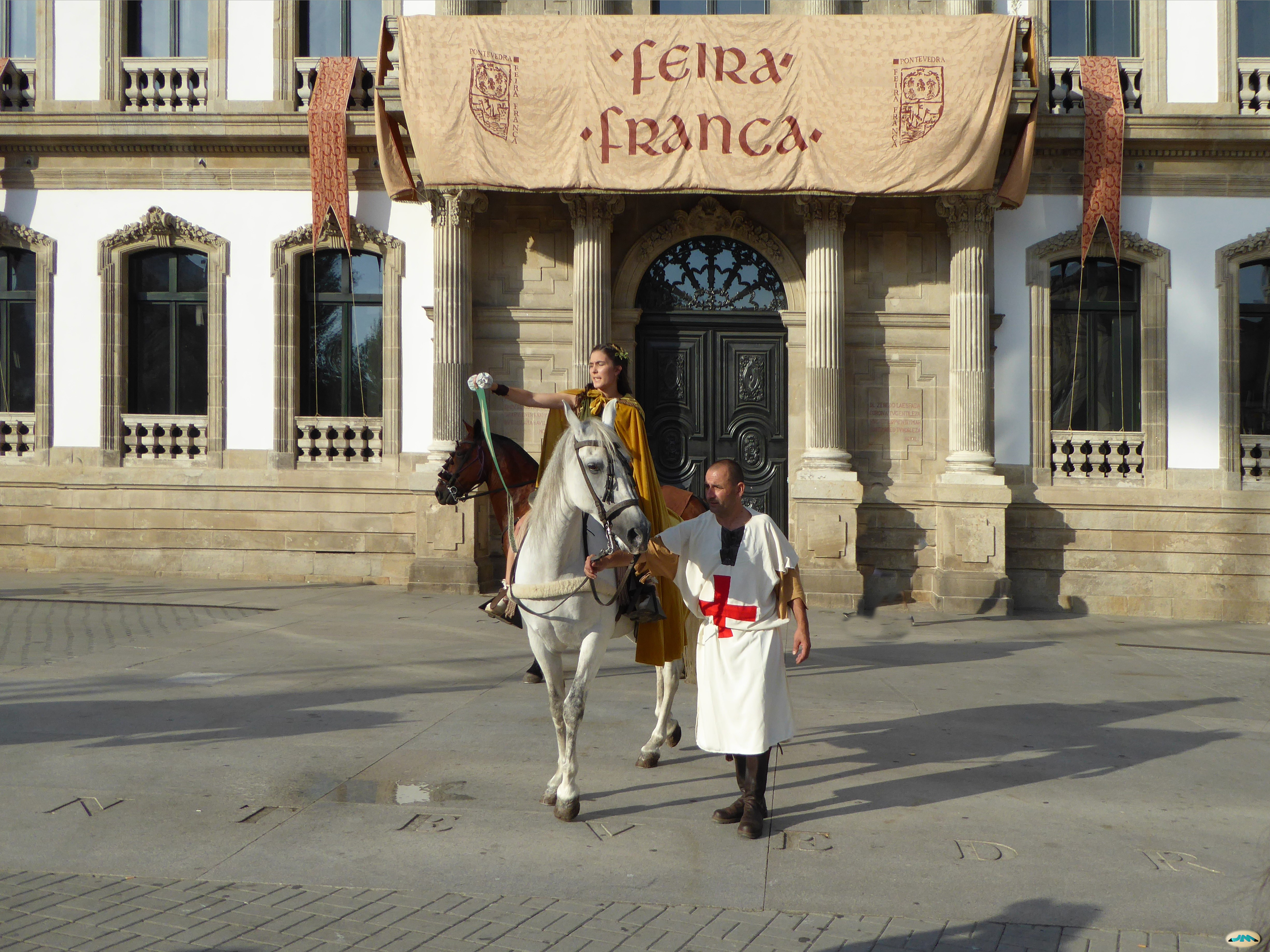
Dama e cavaleiro em frente à Câmara Municipal
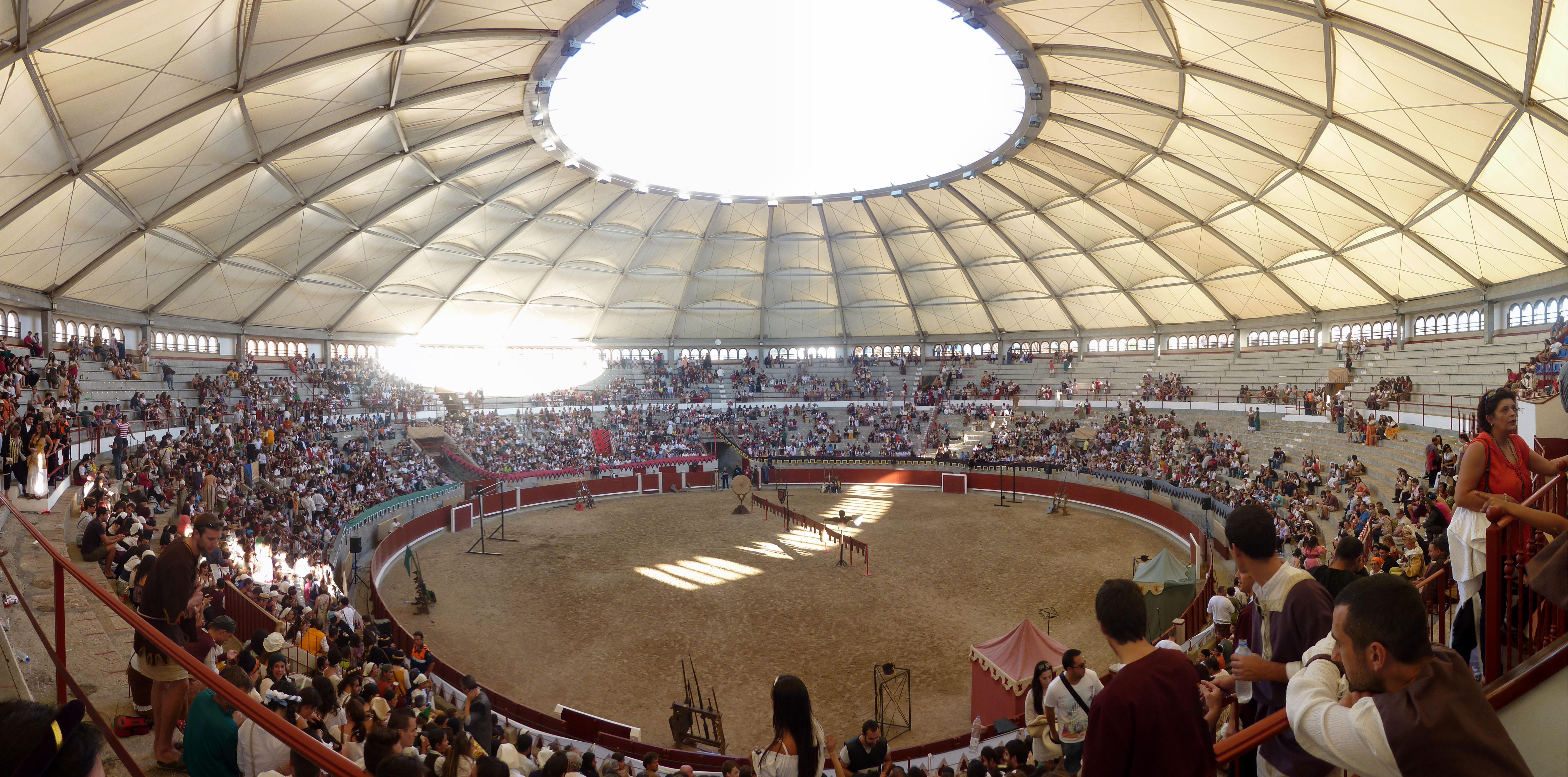
Luta equestre na praça de touros
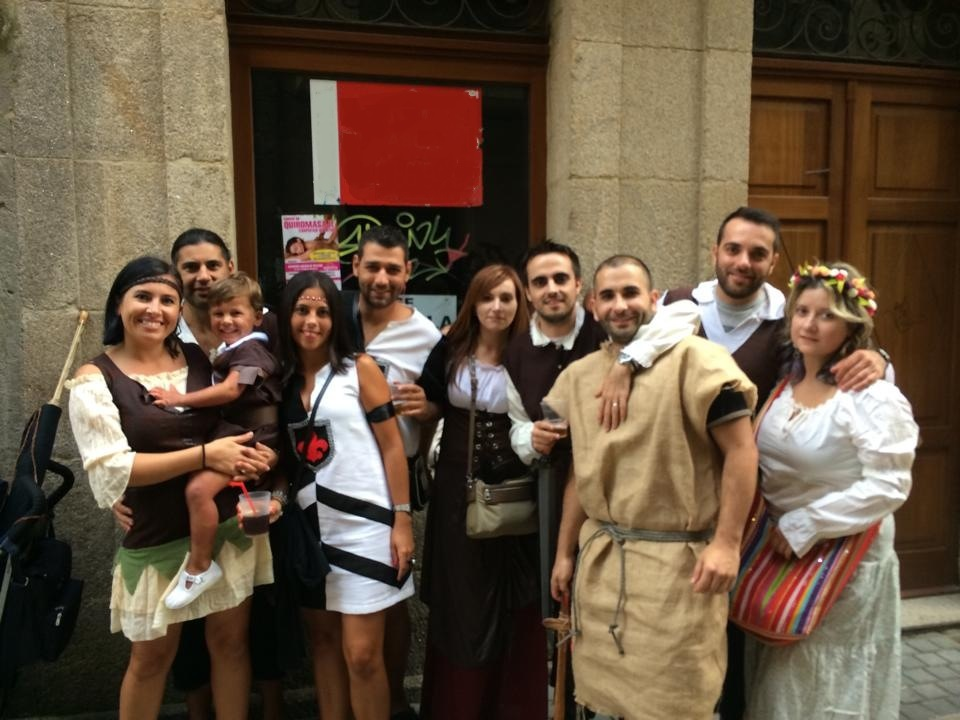
Grupo de visitantes vestidos com roupas medievais
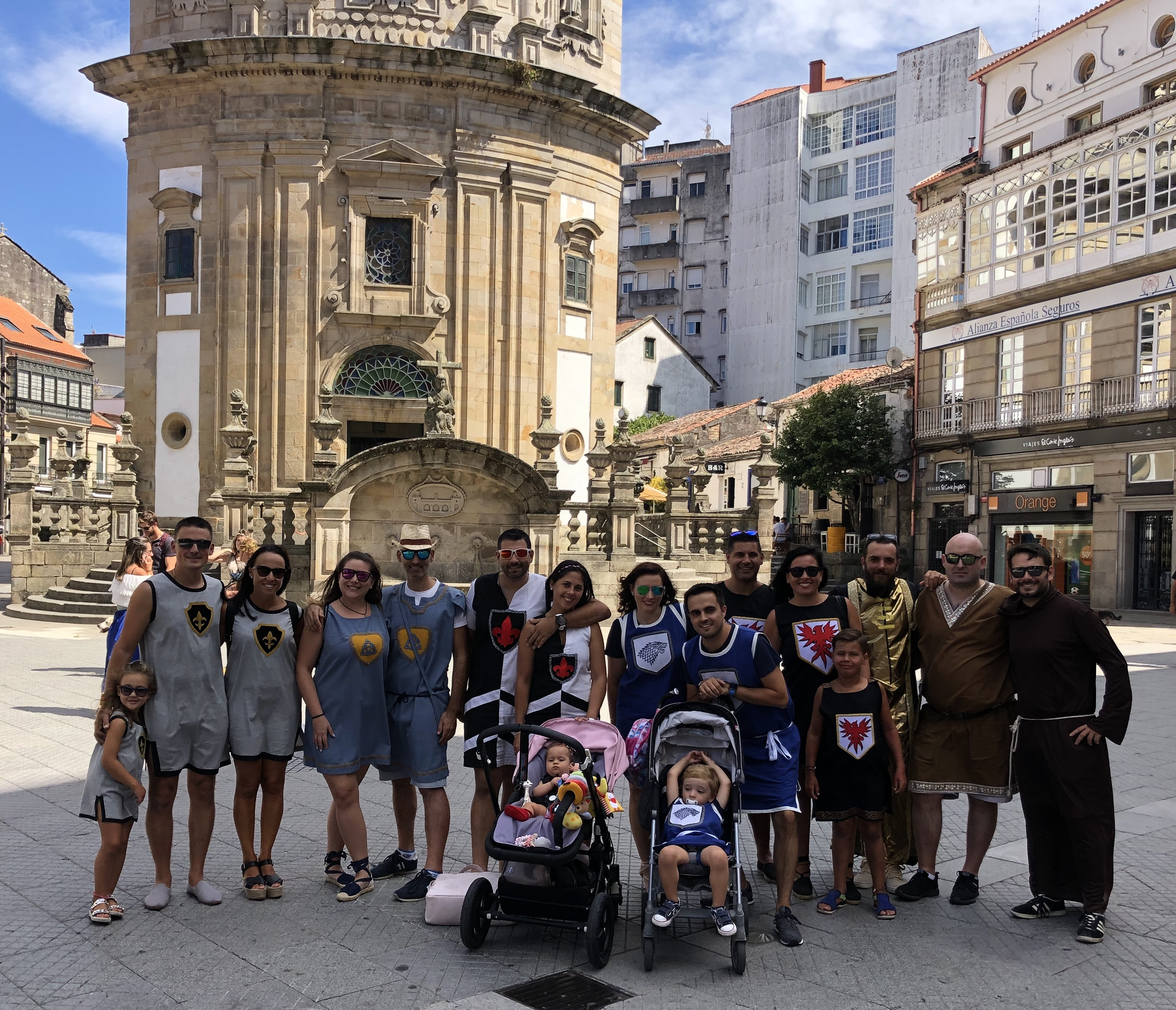
Grupo de amigos na Feira Franca 2019
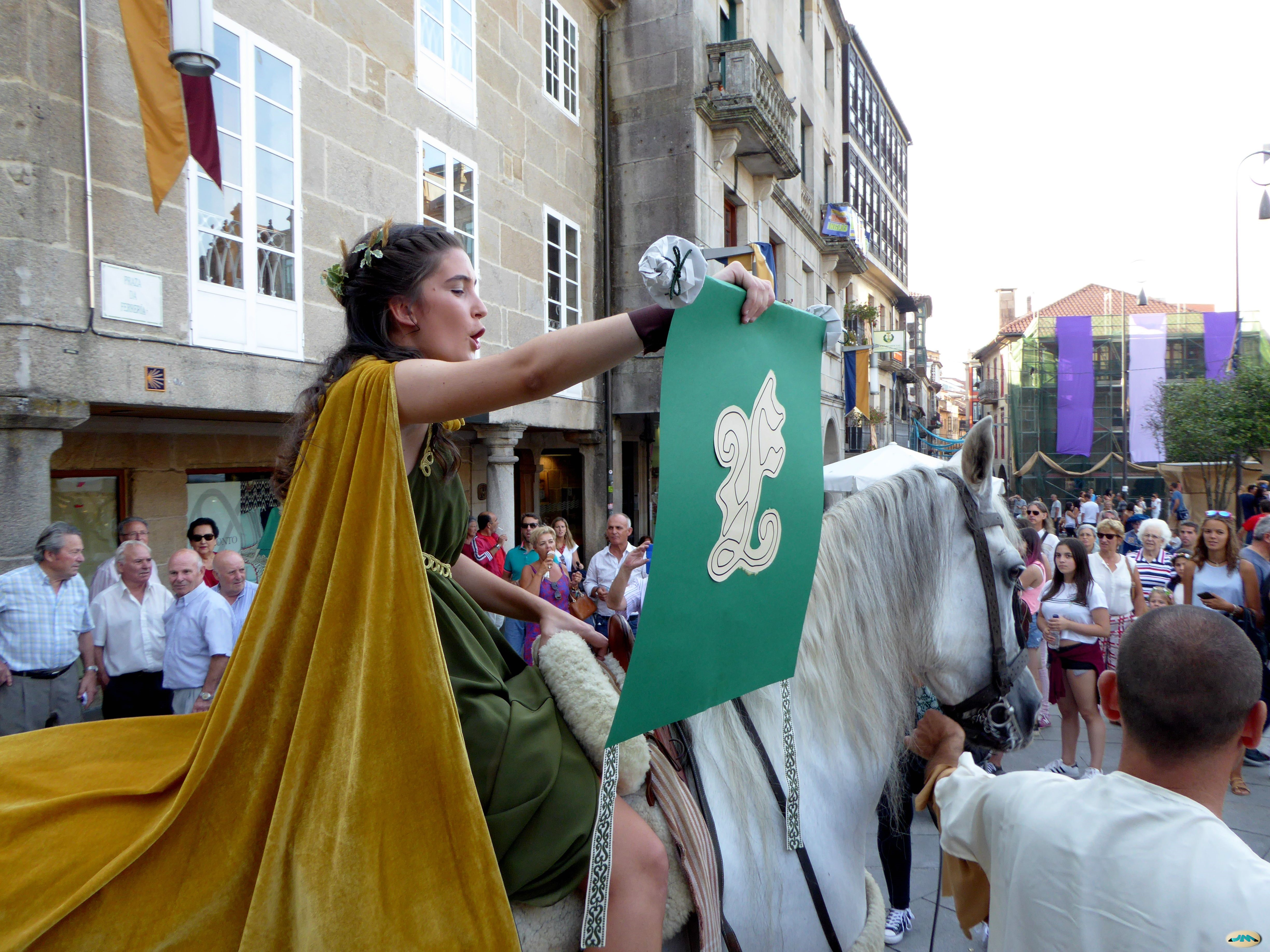
Discurso
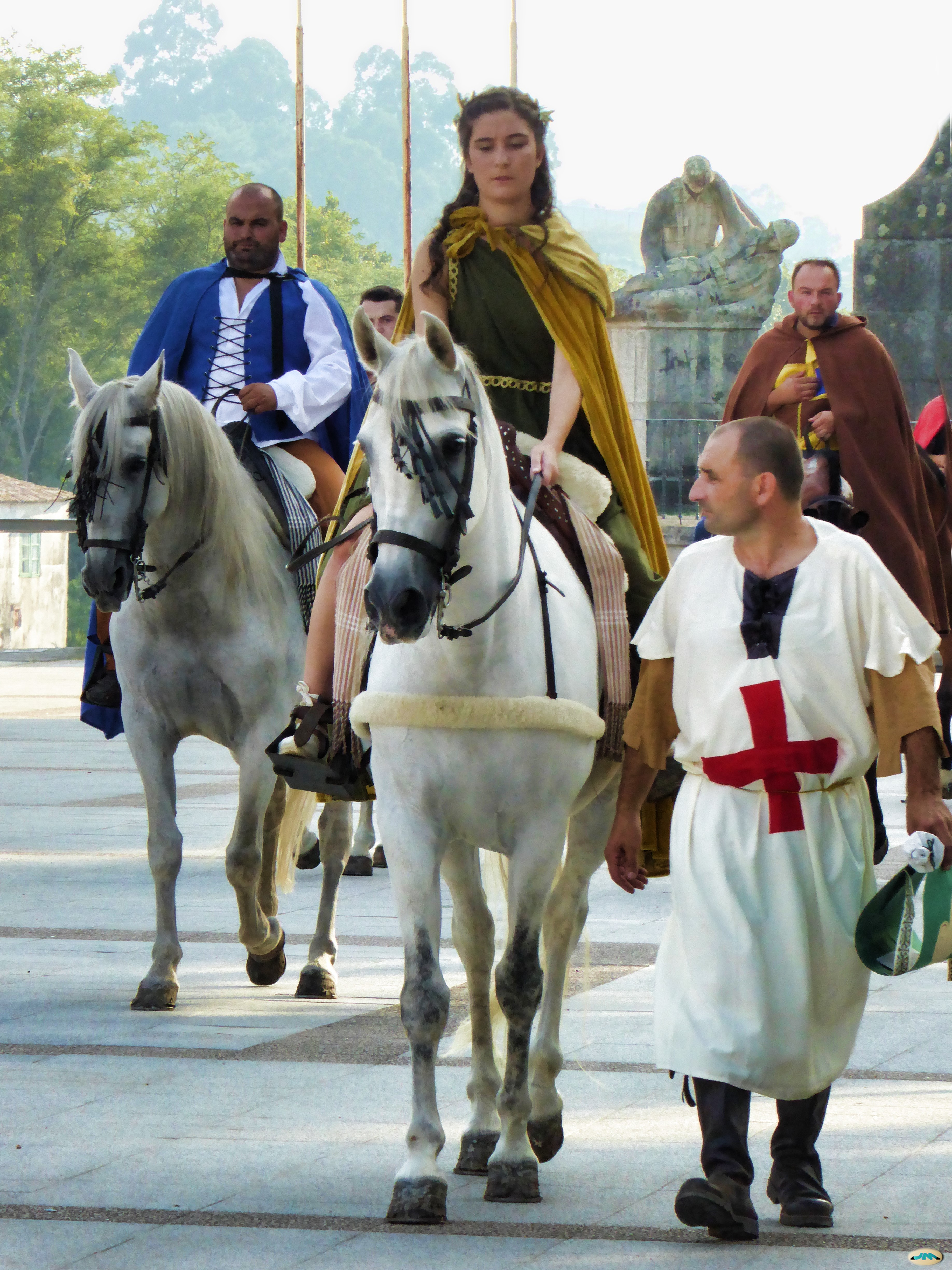
Senhoras e cavaleiros
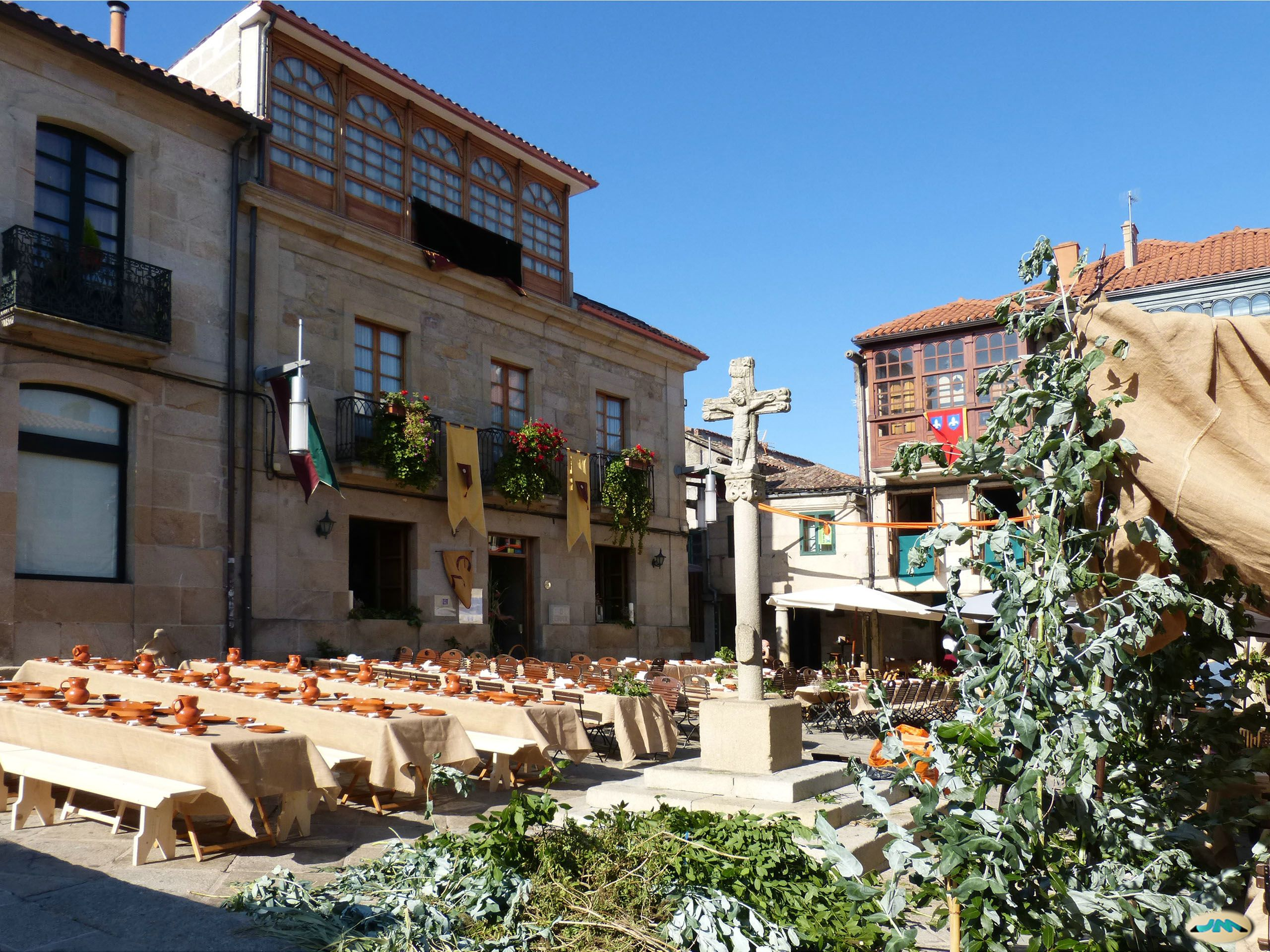
Mesas de jantar
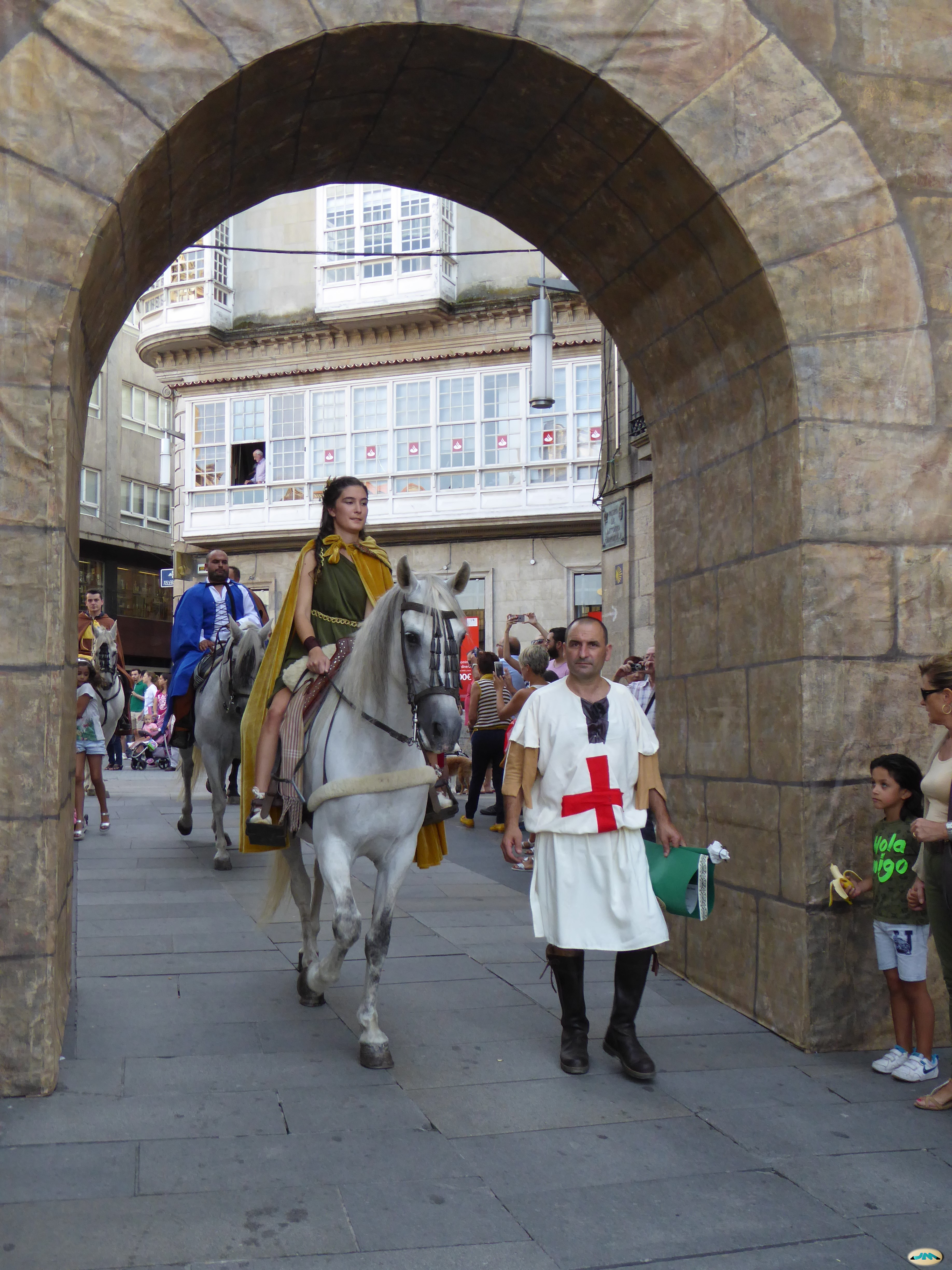
Porta de Trabancas das muralhas de Pontevedra
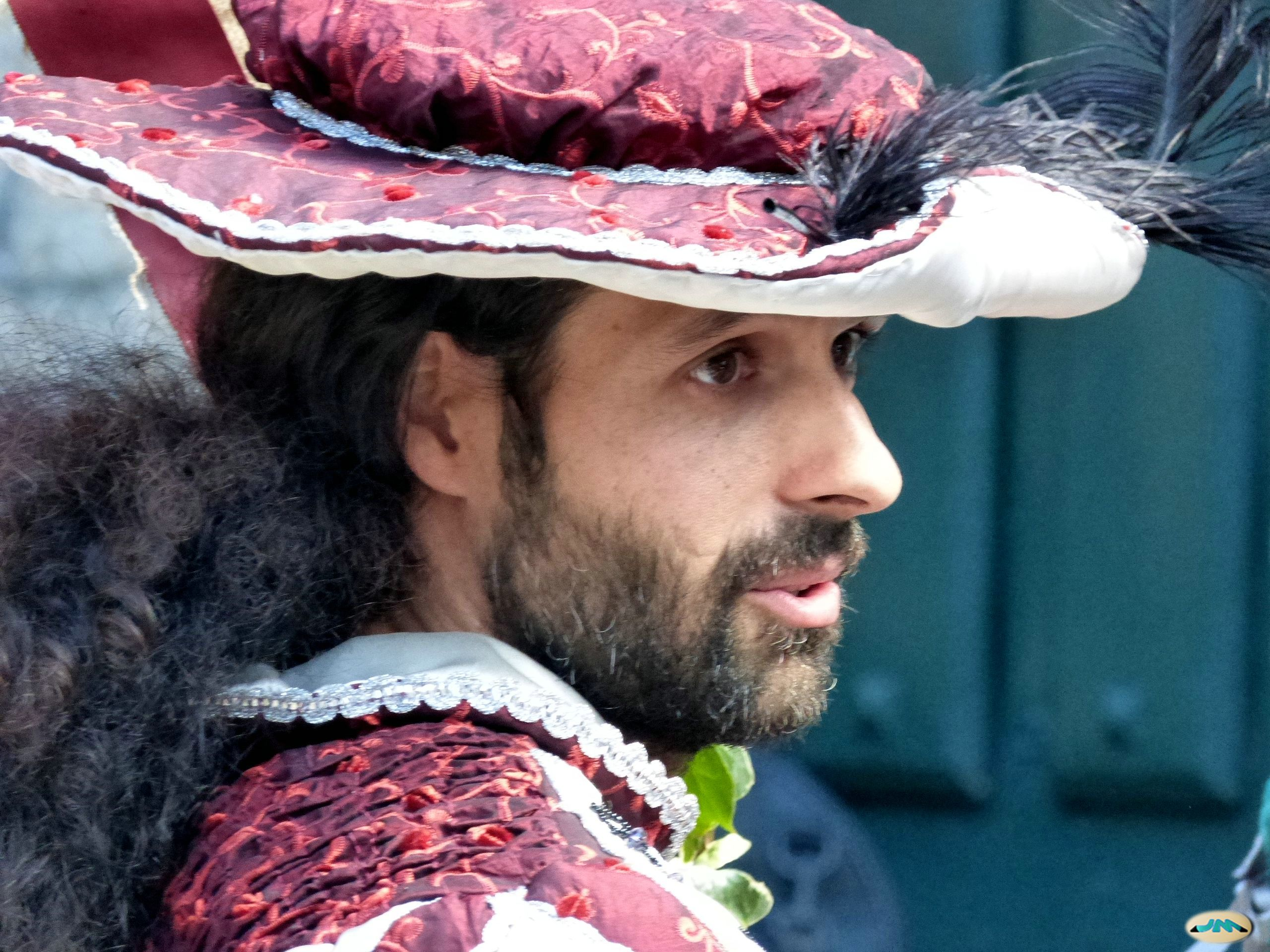
Cortesão
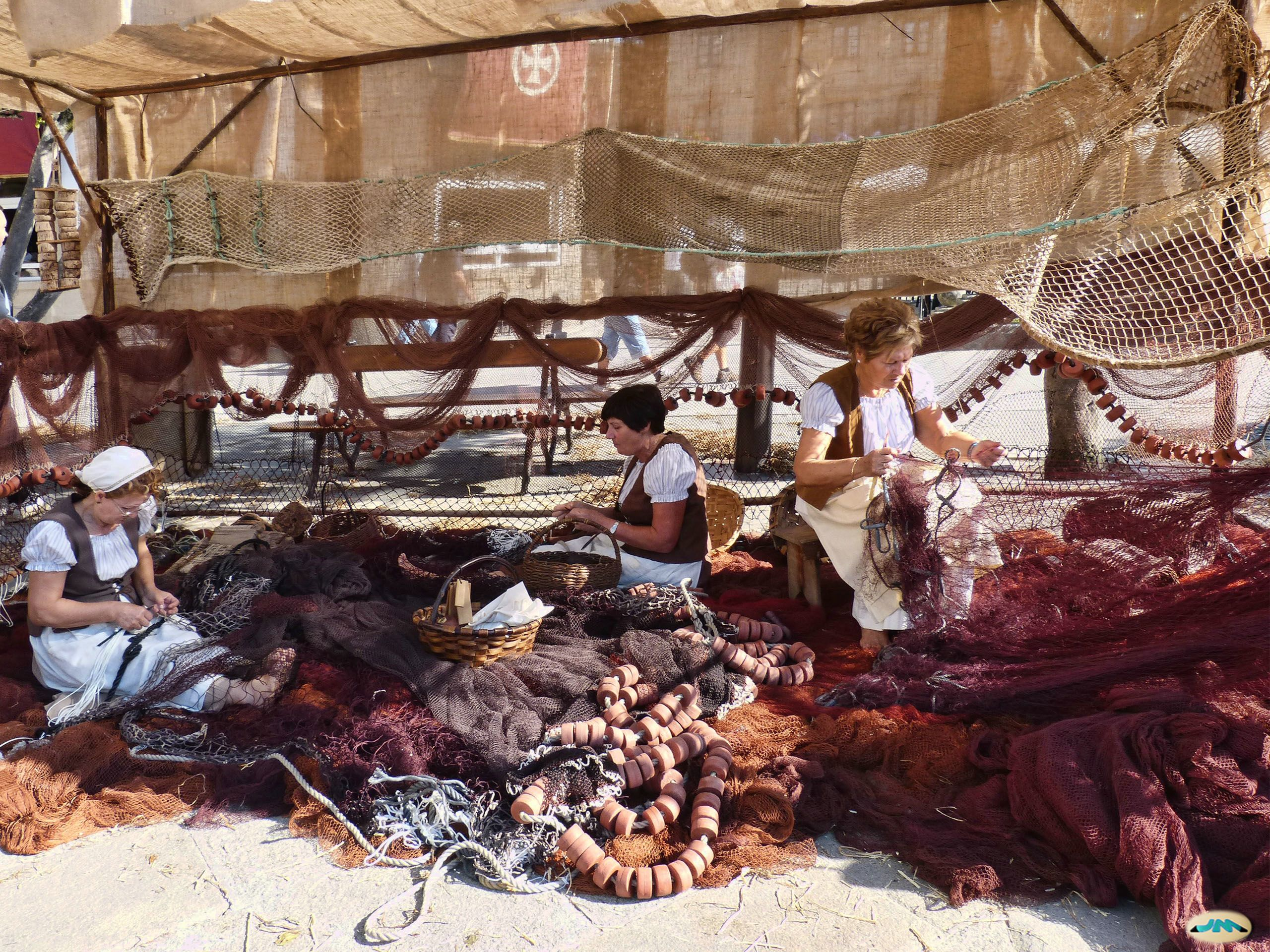
Tecedeiras de redes de pesca
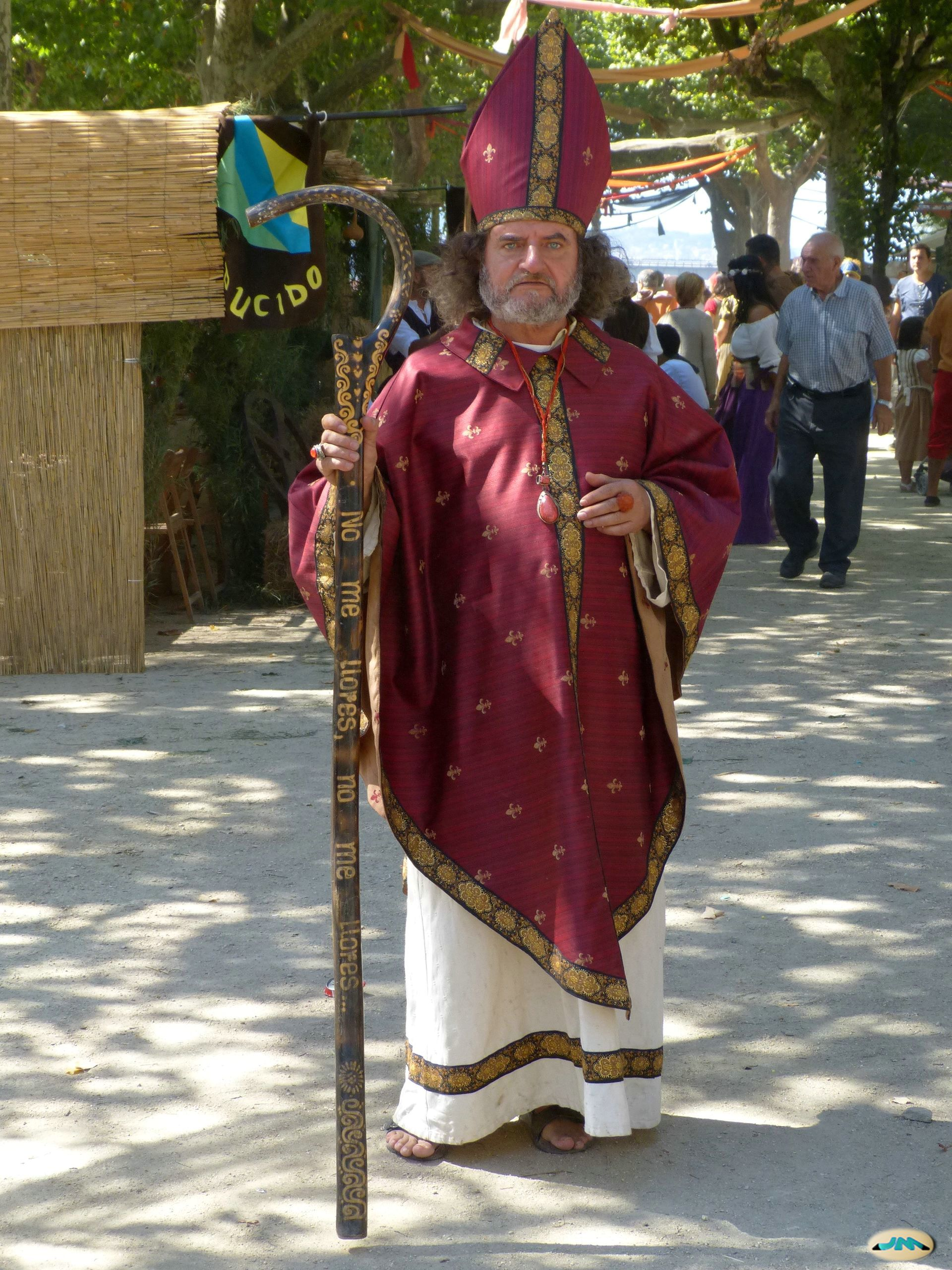
Bispo
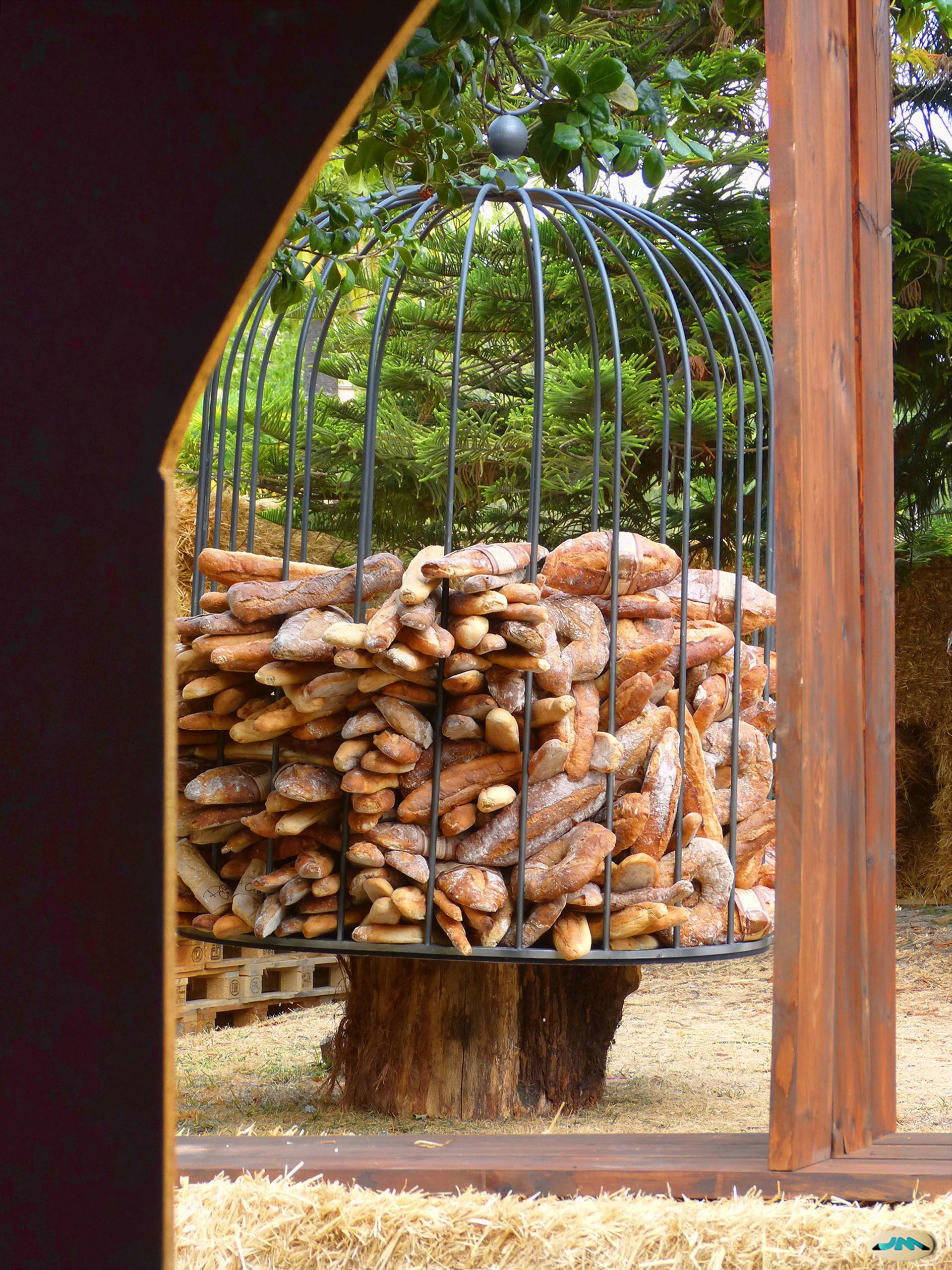
Pães na gaiola
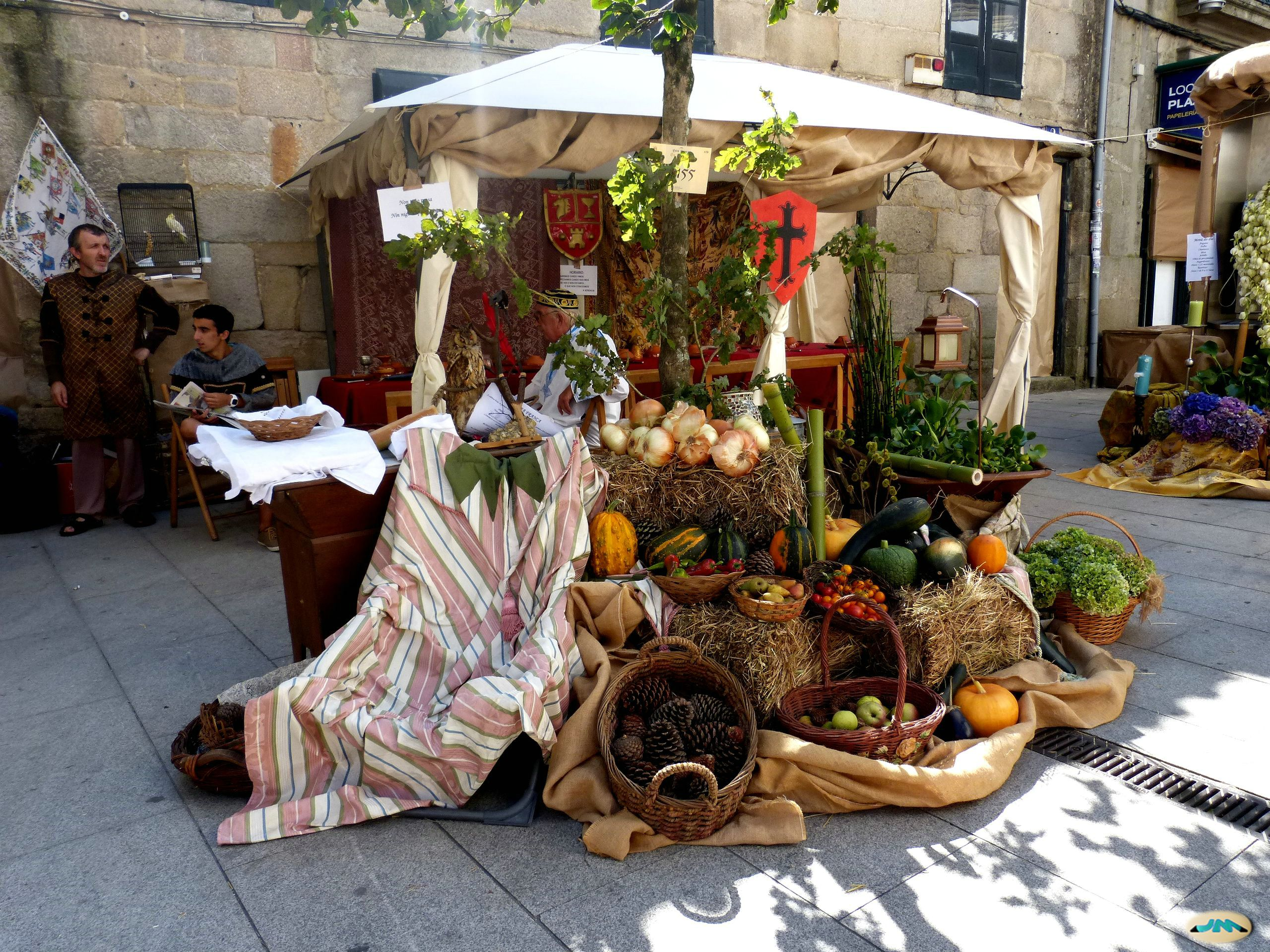
Banca de legumes
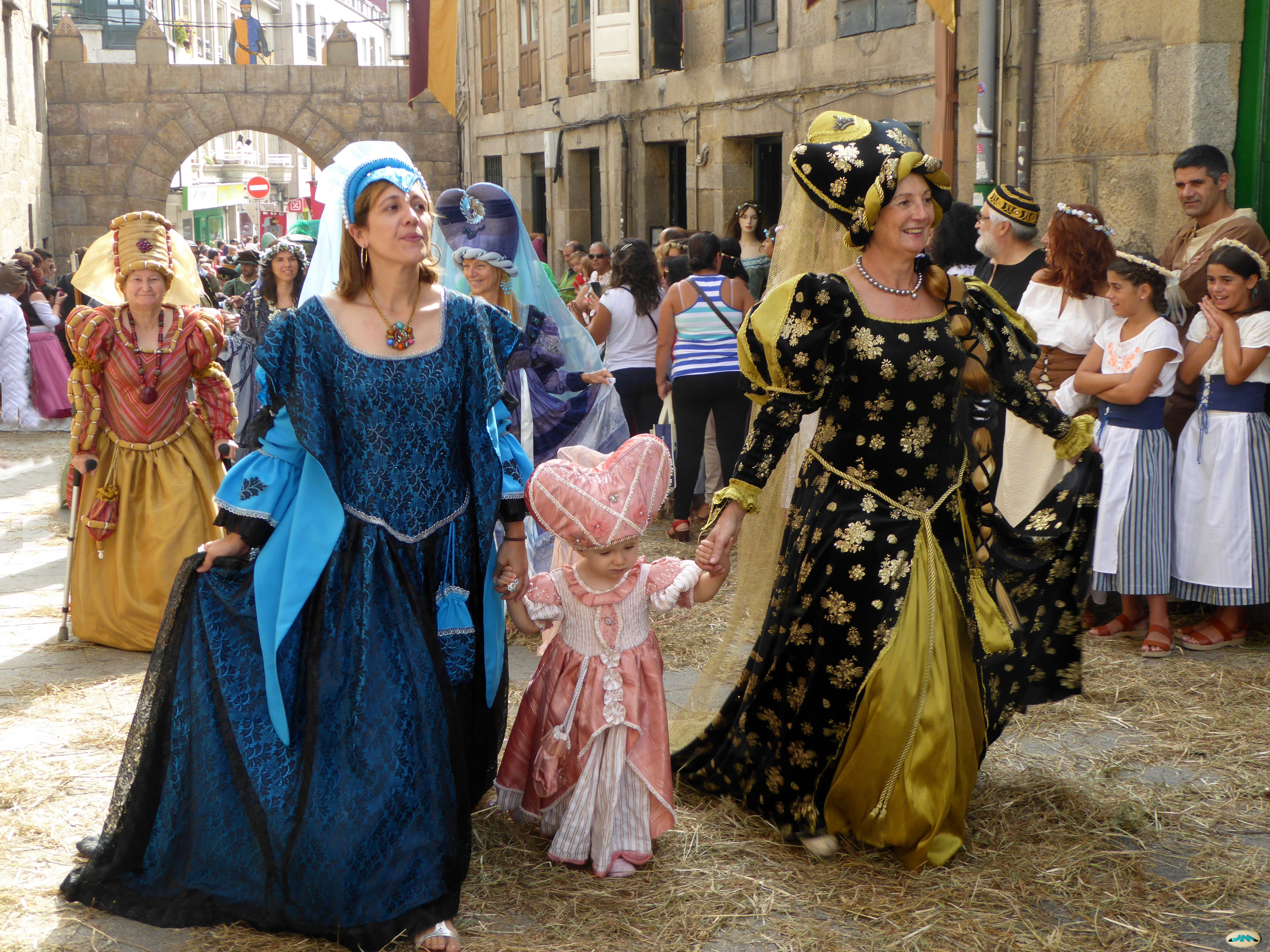
Nobres
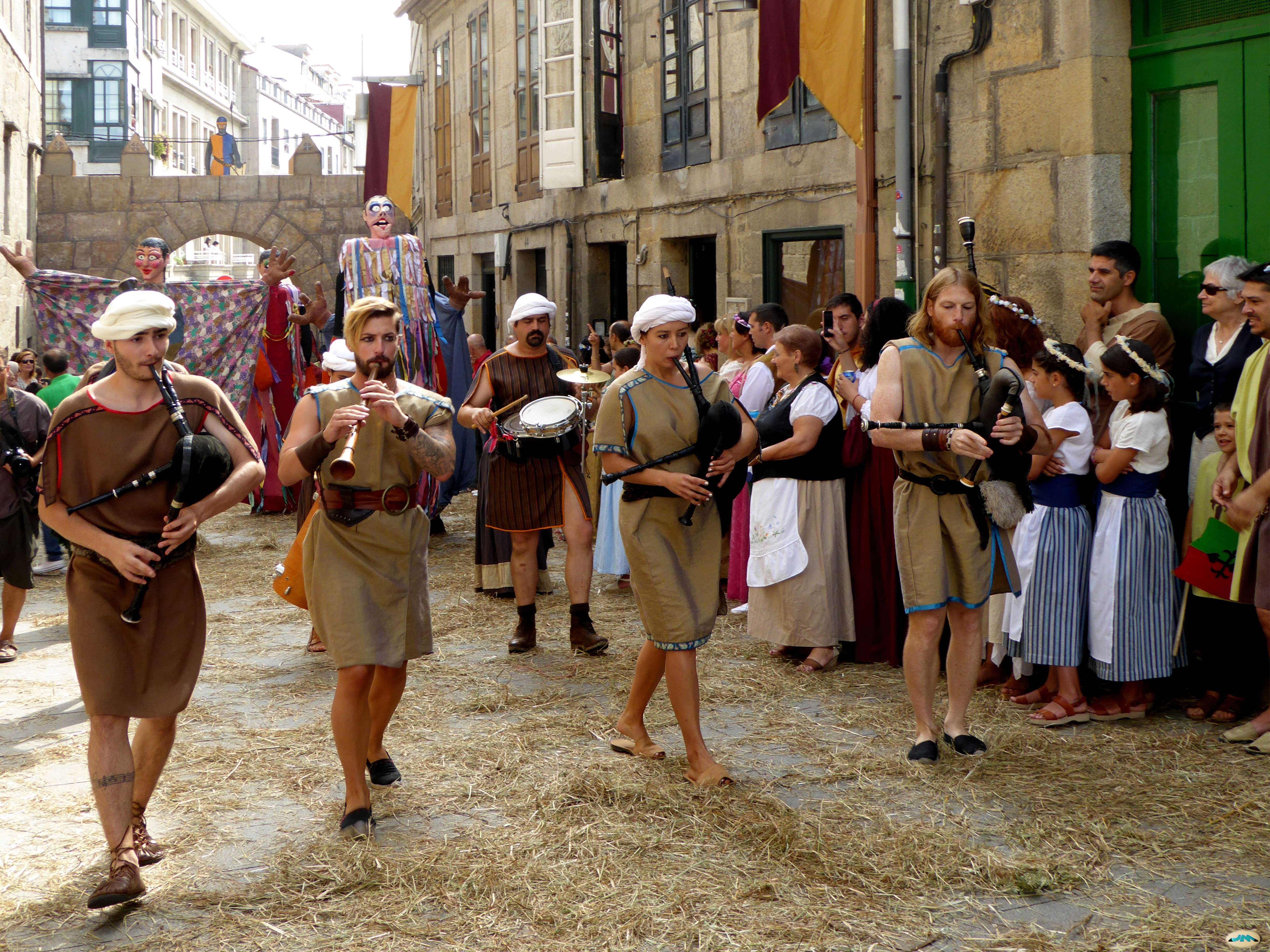
Trovadores

## Artigos relacionados
- Centro histórico de Pontevedra
- Praça de touros de Pontevedra